# Tista River
Tista eller Teesta är ett vattendrag i Indien och Bangladesh.   Det rinner genom delstaterna Sikkim och Västbengalen samt provinsen Rangpur, i den norra delen av båda länderna.